# Ciro Adolfi
Pour les articles homonymes, voir Adolfi.
 (juillet 2025).
Ciro Adolfi (Bergame, 1683 - 1758) est un peintre italien baroque qui fut actif au XVIIIe siècle dans la région de Bergame.

## Biographie
Ciro Adolfi  est le jeune frère du peintre Giacomo Adolfi. Il a appris la peinture auprès de son père Benedetto Adolfi.
Il a complété un certain nombre de fresques dans les églises et les bâtiments publics de Bergame, dont « Les Quatre évangélistes » (église de Sant 'Allesandro della Croce),
« Déposition de la croix » (église Santa Maria della Grazie), et Décollation de saint Jean-Baptiste (église paroissiale de Colognola).

## Œuvres
- Les Quatre évangélistes, église de Sant 'Allesandro della Croce, Bergame
- Déposition de la croix, église Santa Maria della Grazie, Bergame.
- Décollation de saint Jean-Baptiste, église paroissiale de Colognola, Bergame.
- Pala del suffragio, parrocchiale di San Pietro, Trescore Balneario (probablement avec son frère Giacomo)

## Sources
- (en) Cet article est partiellement ou en totalité issu de l’article de Wikipédia en anglais intitulé « Ciro Adolfi » (voir la liste des auteurs).